# 托马斯·舍贝里
托马斯·舍贝里（瑞典語：Thomas Sjöberg，1952年7月6日—），瑞典前男子足球运动员，司职中场。他曾代表瑞典国家队参加1978年国际足联世界杯，结果队伍止步小组赛阶段。